# Quemar las naves (película)
Quemar las naves es una película mexicana del año 2007 dirigida por Francisco Franco Alba, a partir del guion coescrito por el director y la actriz boliviana María Renée Prudencio. La película fue rodada en el estado mexicano de Zacatecas y trata temas como la asertividad personal, la pérdida, la adolescencia, y las opciones sexuales. Se estrenó oficialmente el 10 de octubre de 2007 en el marco del Festival Internacional de Cine de Morelia.

## Argumento
Sebastián (Ángel Onésimo Nevárez) y Helena (Irene Azuela) son dos hermanos adolescentes que viven en una vieja casa con su madre moribunda, la cantante Eugenia Díaz Claudette Maillé. Sebastián cursa la preparatoria y tiene amigos. La llegada de Juan (Bernardo Benítez), un adolescente de clase baja que viene del mar, provoca en el muchacho inquietudes que jamás había experimentado, como su sexualidad. Helena es la hermana mayor de la familia y está al cuidado de su madre hasta su muerte. Sueña con viajar a algún país frío y estudia inglés. Su cariño obsesivo por su hermano la lleva a una misteriosa sensación incestuosa.
Además de la muerte de su madre, la partida de la criada Chayo (Aida López), la renuencia a vivir con su padre Efraín (Juan Carlos Barreto) y el significado de Juan en la vida de Sebastián, las circunstancias se hacen más confusas cuando los hermanos toman una inquilina, Aurora (Jessica Segura), que se involucra con Ismael (Ramón Valdez Urtiz), rico compañero de clases de Sebastián, forzando a los dos hermanos a definir su actitud hacia el amor, el sexo, la amistad, el poder y la traición.

## Reparto
- Irene Azuela ... Helena
- Ángel Onésimo Nevárez ... Sebastián
- Claudette Maillé ... Eugenia
- Bernardo Benítez ... Juan
- Ramón Valdez Urtiz ... Ismael
- Aida López ... Chayo
- Jessica Segura ... Aurora
- Juan Carlos Barreto ... Efraín
- Úrsula Pruneda ... Madre Margarita

## Premios
La película que tuvo el apoyo de Amalia García, gobernadora del estado mexicano de Zacatecas, obtuvo dos premios: el Ariel de Oro a Irene Azuela como "Mejor Actriz" y el Ariel de plata como Mejor Música Original por la música original de Alejandro Giacomán y canciones de Joselo Rangel, con la voz interpretativa de Julieta Venegas y Eugenia León.